# Chris Hunter
Christopher Edmond Hunter (ur. 9 lipca 1984 w Gary w stanie Indiana) – amerykański koszykarz występujący w sezonie 2009/2010 w lidze NBA. Obecnie bez klubu.
Koszykarską karierę zaczynał w 1999. Absolwent uniwersytetu Michigan, w którym grał w latach 2002-2006. W sezonie 2006/2007 gracz AZS Koszalin, klubu polskiej ekstraklasy. Potem bronił barw belgijskiego Spotter Leuven oraz amerykańskiego zespołu Fort Wayne Mad Ants, grającego w D-League. W 2009 przez krótki czas był zawodnikiem New York Knicks, a rozgrywki dokończył w zespole Golden State Warriors. W latach 2010–2013 ponownie występował w drużynie Fort Wayne Mad Ants w D-League.
Gra na pozycji środkowego lub silnego skrzydłowego. Mierzy 211 cm, waży 109 kg.
W 2004 wraz ze swoją uczelnianą drużyną dotarł do półfinału turnieju konferencji Big 10, co pozwoliło mu później wygrać inne rozgrywki posezonowe, National Invitation Tournament. 2 lata później dotarł z kolei do finału turnieju NIT. Hunter wystąpił także w 2009 w Meczu Gwiazd D-League oraz został wybrany do drugiej piątki tejże ligi.
W sezonie 2009/2010 jego zarobki wynosiły 632 455 dolarów.

## Życiorys

### West Side High School(1999-2002)
W latach 1999–2002 Hunter był uczniem West Side High School w rodzinnym Gary. Grał w tym czasie w barwach szkolnej drużyny koszykarskiej. W sezonie 2001/2002 został sklasyfikowany na 19. miejscu wśród silnych skrzydłowych z jego rocznika.

### Michigan Wolverines(2002-2006)
W latach 2002–2006 Chris Hunter studiował zarządzanie na uniwersytecie Michigan, grając jednocześnie w 1. dywizji NCAA w zespole Michigan Wolverines. Już w pierwszym sezonie gry amerykański gracz był ważnym zawodnikiem w rotacji. Wystąpił we wszystkich 30 meczach drużyny, notując średnio 5,4 punktu, 3,5 zbiórki oraz 1,2 bloku, będąc w tym elemencie najlepszym zawodnikiem swojego zespołu. Następny sezon był nieco gorszy – 5 punktów oraz 3,4 zbiórki na mecz to z pewnością nie był wynik, o jakim marzył ten podkoszowy gracz. W sezonie 2004/2005 było już jednak lepiej. Co prawda Hunter nie grał dłużej, jednak jego statystyki uległy znacznej poprawie. Notował 9,3 punktu (ponadto 3,4 zbiórki), co plasowało go na czwartym miejscu w drużynie w tej kategorii. Sezon 2005/2006 był jego ostatnim na uczelni. Zagrał wtedy w 30 meczach, notując średnio 8,1 punktu, 3,8 zbiórki oraz 1 blok na mecz (drugie miejsce w drużynie pod tym względem). Przez 4 lata gry Huntera, jego uczelnia nie odniosła znacznych sukcesów – ani razu nie udało jej się awansować do fazy play-off. Co ciekawe, Hunter grał najwięcej (20,4 minuty) w swoim pierwszym sezonie gry w zespole Rosomaków. W następnych latach przebywał na boisku odpowiednio 15,1, 18,8 oraz 18,5 minuty.

### Herens Basket(2006)
Po ukończeniu uczelni Hunter, jak większość amerykańskich graczy zaczynających zawodową karierę, liczył na dostanie się do ligi NBA. W tym celu absolwent Michigan Wolverines wystąpił na Portsmouth Invitational Tournament dla zawodników dostępnych w drafcie. Na turnieju tym 22-letni wówczas gracz rozegrał 2 spotkania, w których rzucił łącznie 19 punktów, zebrał 12 piłek oraz zablokował 4 rzuty rywali. Ostatecznie młody podkoszowy nie został jednakże wybrany przez żadną drużynę z najlepszej ligi świata. Z numerem 56 draftu do swojego składu wybrała go z kolei drużyna Atlanta Krunk Wolverines z ligi CBA. W zespole tym Amerykanin nigdy ostatecznie nie zagrał. Chris Hunter wybrał bowiem relokację na Stary Kontynent, gdzie znalazł zatrudnienie w szwajcarskim zespole Herens Basket. Z klubu tego został jednak zwolniony jeszcze przed startem sezonu 2006/2007.

### AZS Koszalin(2006-2007)
17 września 2006, po nieudanej przygodzie w Szwajcarii, Chris Hunter pojawił się na testach w zespole polskiej ekstraklasy AZS Koszalin, a 11 dni później podpisał kontrakt z koszalińskim zespołem. Był wyróżniającym się zawodnikiem, wielokrotnie notując double-double. Swój najlepszy mecz w barwach Akademików rozegrał 17 marca 2007. Jego drużyna pokonała sześcioma punktami Polpharmę Starogard Gdański, a on sam zdobył 16 punktów, a do tego dołożył aż 17 zbiórek i 7 przechwytów w ciągu 39 minut. AZS Koszalin zakończył ostatecznie rywalizację na 11. miejscu, a Hunter był jednym z najlepszych zawodników – notował średnio 13,6 punktu (2. miejsce w drużynie, 17. w całej lidze), 8,3 zbiórki (1. miejsce w drużynie, 6. w całej lidze) oraz 0,8 bloku (1. miejsce w drużynie, 10. w całej lidze).

### Spotter Leuven(2007)
Po dobrym sezonie w polskiej lidze, Hunter przeniósł się do Belgii. Podpisał kontrakt ze Spotter Leuven – zespołem występującym w ekstraklasie belgijskiej (BLB). Na początku grał dużo – około 25-30 minut na mecz. W meczu 1. kolejki, przeciwko Antwerp Diamond Giants, rzucił nawet 18 punktów oraz zebrał 8 piłek z tablicy. Z czasem jednak jego rola w zespole zmalała. Więcej minut na parkiecie dostawał Kameruńczyk Herve Djoumbi. Dodatkowo klub zatrudnił nowego środkowego – Litwina Raimondasa Petrauskasa. W rezultacie, w meczowej rotacji zabrakło miejsca dla Huntera i Amerykanin został zwolniony 12 grudnia 2007. W barwach Spotter Leuven wystąpił łącznie w 8 meczach. Notował w nich średnio 7,6 punktu oraz 5,6 zbiórki w ciągu 25 minut.

### Fort Wayne Mad Ants(2008-2009)
W sezonie 2008/2009 Hunter wrócił do Stanów. Występował na zapleczu NBA, w D-League. Rozegrał tam łącznie 47 spotkań. Notował średnio 19,3 punktu, 9,4 zbiórki oraz 1,2 bloku w ciągu 32,8 minuty. Był najlepszym zawodnikiem swojego zespołu, a także jednym z najlepszych podkoszowych całej ligi. Zajął 6. miejsce w całej lidze pod względem zbiórek na mecz oraz 4. w rankingu PER. Mimo to jego zespół wygrał tylko 38% meczów (bilans 19-31) i nie dostał się do play-offów. Za dobre występy został nagrodzony wyborem do drugiej piątki ligi oraz występem w Meczu Gwiazd D-League, organizowanym 14 lutego 2009 w Phoenix. Hunter zagrał wtedy niespełna 20 minut. Zgromadził łącznie 12 punktów oraz 5 zbiórek. Jego drużyna przegrała 103-113.

### New York Knicks(2009)
14 kwietnia 2009 Donnie Walsh, menedżer NY Knicks ogłosił podpisanie kontraktu z Hunterem na przyszły sezon. Amerykanin nie pograł jednak dużo w zespole z Nowego Jorku. 22 października, jeszcze przed rozpoczęciem rozgrywek, został zwolniony. Nie zdążył zagrać żadnego oficjalnego meczu w barwach Knicks. Wystąpił jedynie w dwóch meczach przygotowawczych do sezonu 2009/2010 (zdobył łącznie 8 punktów i 2 zbiórki w ciągu 14 minut gry). Latem 2009 absolwent Michigan Wolverines brał także udział w campie w Las Vegas dla graczy chcących występować w lidze koreańskiej.

### Golden State Warriors(2009-2010)
20 listopada 2009 podpisał kontrakt z innym klubem NBA – Golden State Warriors. W tym samym dniu zadebiutował w nowym zespole – w meczu przeciwko Portland Trail Blazers zanotował 4 punkty i 3 zbiórki w ciągu 14 minut. 1 grudnia, w meczu przeciwko Denver Nuggets, Hunter zagrał 26 minut (zdobył 8 punktów, miał też 3 zbiórki i 5 fauli). 2 dni później, w meczu przeciwko Houston Rockets, Hunter zagrał 21 minut i zdobył 3 punkty (ponadto 3 zbiórki, 3 bloki oraz 4 faule). 18 grudnia rozegrał swoje pierwsze spotkanie w wyjściowej piątce Wojowników. Zagrał jednak tylko 8 minut, a jego drużyna przegrała 118-109. 22 grudnia w meczu przeciwko Memphis Grizzlies Hunter po raz drugi wyszedł w wyjściowej piątce swojego zespołu. Łącznie na parkiecie spędził 31 minut, w tym czasie zdobył 14 punktów oraz 6 zbiórek. 6 marca 2010 był bliski zdobycia pierwszego double-double w NBA – w meczu z Charlotte Bobcats zdobył 9 punktów oraz zebrał z tablicy aż 13 piłek. Hunter swoje najlepsze dotychczasowe spotkanie w NBA rozegrał 15 marca 2010. Co prawda jego drużyna przegrała z obrońcami tytułu mistrzowskiego 3 punktami, jednak on sam może to spotkanie zaliczyć do udanych – zapisał do statystyk 22 punkty oraz 7 zbiórek w ciągu 36 minut. 2 dni później rozegrał kolejne dobre spotkanie – w ciągu 29 minut zdobył 17 punktów oraz zebrał 8 piłek z tablicy. 24 marca były gracz AZS Koszalin zanotował swoje pierwsze double-double w najlepszej lidze świata – jego 10 punktów oraz 10 zbiórek dało drużynie 18-punktowe zwycięstwo. W sezonie 2009/2010 Hunter wystąpił łącznie w 60 meczach w barwach Warriors (w tym 9 w wyjściowej piątce). Grał średnio przez 13,1 minuty. Jego średnie sięgnęły 4,5 punktu oraz 2,8 zbiórki. O ile Hunter może ten sezon zaliczyć do udanych – znalazł miejsce w meczowej rotacji trenera Dona Nelsona, to jego zespół już nie. Drużyna z Kalifornii wygrała jedynie 26 z 82 meczów i nie zakwalifikowała się do fazy play-off. Zajęła 4. miejsce w tabeli Pacific Division oraz dopiero 13. miejsce w tabeli Konferencji Zachodniej.

### Fort Wayne Mad Ants(2010-2013)
Po sezonie Hunter nie znalazł zatrudnienia w najlepszej lidze świata. Wiele klubów wyrażało zainteresowanie jego osobą, jednak brak udziału w Lidze Letniej NBA (miał tam grać dla New York Knicks) spowodowany kontuzją kolana, ostatecznie przekreślił szanse na angaż w NBA. W rezultacie Hunter wrócił do klubu, który go wypromował w Stanach – 20 listopada 2010 podpisał kontrakt z Fort Wayne Mad Ants. Niedawna kontuzja nie pozwalała na grę tego gracza w dłuższym wymiarze czasowym. Mimo to był on na boisku bardzo produktywny, stając się jednym z liderów Wściekłych Mrówek wchodząc z ławki. 25 grudnia, podczas meczu z Springfield Armor, Chris Hunter ponownie doznał kontuzji. Początkowe prognozy mówiły o 3-miesięcznej przerwie, jednak potem okazało się, że zostało zerwane ścięgno Achillesa i gracz został wykluczony z gry do końca sezonu. Z tego powodu Hunter pożegnał się z klubem 3 dni później. W barwach Mad Ants zdążył rozegrać 7 spotkań. Notował w nich średnio 14 punktów oraz 6,4 zbiórki grając zaledwie 21 minut w każdym meczu. Przed sezonem 2011/2012 drużyna Wściekłych Mrówek postanowiła wzmocnić się znanymi i sprawdzonymi zawodnikami. 20 września 2011 klub ogłosił podpisanie z trzema byłymi gwiazdami zespołu. Oprócz Rona Howarda i Walkera Russella Jr., do klubu dołączył wracający po kontuzji Hunter. Kolejny sezon w D-League również zakończył się przedwcześnie dla absolwenta uczelni Michigan. 3 stycznia 2012 doznał on podczas meczu kontuzji, przez co został zwolniony następnego dnia. Łącznie w sezonie 2011/2012 rozegrał jedynie 4 spotkania, notując 10,8 punktu oraz 5,3 zbiórki na mecz w ciągu 22,5 minuty. Pochodzący z Indiany zawodnik chciał latem 2012 wziąć udział w Lidze Letniej NBA, jednak nie rozegrał ostatecznie żadnego spotkania z powodu urazu. Poważna kontuzja sprawiła, że były gracz AZS Koszalin opuścił nie tylko resztę rozgrywek, ale także cały następny sezon. Do gry wrócił dopiero w listopadzie 2013, kiedy to po raz kolejny został zatrudniony przez Fort Wayne Mad Ants. Amerykanin opuścił 5 pierwszych spotkań sezonu, w związku z czym jego debiut przypadł dopiero na 12 grudnia. Los ponownie nie był jednak dla niego łaskawy. 19 grudnia na początku spotkania z Iowa Energy, czwartego w sezonie 2013/2014 dla Chrisa Huntera, amerykański podkoszowy ponownie doznał poważnej kontuzji. 2 dni później jego klub poinformował o odsunięciu gracza od składu, natomiast 23 grudnia został on zwolniony. Hunter rozegrał w D-League łącznie 4 mecze, w których notował średnio 8,8 punktu oraz 4,5 zbiórki w ciągu 16,8 minuty spędzanej na parkiecie. W ostatnim spotkaniu zagrał jednak jedynie 2 minuty, co znacznie zaniżyło jego osiągnięcia. Nie licząc więc ostatniego meczu statystyki byłego gracza Golden State Warriors ukształtowały się na poziomie 11,7 punktu oraz 5,7 zbiórki.

## Osiągnięcia
NCAA
- Zwycięzca turnieju NIT (2004)
- Finalista turnieju NIT (2006)
- Półfinalista turnieju konferencji Big 10 (2004)

Indywidualne
- Uczestnik meczu gwiazd D-League (2009)
- Wybrany do II składu D-League (2009)

## Statystyki
| Sezon   | Drużyna               | M  | S5 | MPG  | FG%   | 3P%   | FT%   | RPG | APG | SPG | BPG | PPG  |
| ------- | --------------------- | -- | -- | ---- | ----- | ----- | ----- | --- | --- | --- | --- | ---- |
| 2002/03 | Michigan Wolverines   | 30 | 4  | 20,4 | 44,9% | 0,0%  | 63,2% | 3,5 | 0,5 | 0,4 | 1,2 | 5,4  |
| 2003/04 | Michigan Wolverines   | 22 | 5  | 15,1 | 50,0% | 36,4% | 80,4% | 3,4 | 0,5 | 0,5 | 0,7 | 5,0  |
| 2004/05 | Michigan Wolverines   | 23 | 11 | 18,8 | 49,0% | 35,5% | 78,4% | 3,4 | 0,8 | 0,3 | 0,5 | 9,3  |
| 2005/06 | Michigan Wolverines   | 30 | 7  | 18,5 | 44,2% | 30,2% | 80,3% | 3,8 | 0,4 | 0,6 | 1,0 | 8,1  |
| 2006/07 | AZS Koszalin          | 35 | 35 | 30,7 | 50,2% | 31,6% | 77,0% | 7,9 | 1,0 | 1,2 | 0,8 | 13,6 |
| 2007/08 | Spotter Leuven        | 8  | 6  | 23,0 | 48,9% | 14,3% | 77,8% | 5,6 | 0,3 | 0,8 | 0,6 | 7,6  |
| 2008/09 | Fort Wayne Mad Ants   | 47 | 47 | 32,8 | 55,1% | 20,0% | 81,1% | 9,4 | 0,8 | 0,8 | 1,2 | 19,3 |
| 2009/10 | Golden State Warriors | 60 | 9  | 13,1 | 51,7% | 0,0%  | 75,4% | 2,8 | 0,6 | 0,2 | 0,6 | 4,5  |
| 2010/11 | Fort Wayne Mad Ants   | 7  | 0  | 21,0 | 50,7% | 0,0%  | 73,7% | 6,4 | 0,9 | 0,4 | 0,4 | 14,0 |
| 2011/12 | Fort Wayne Mad Ants   | 4  | 4  | 22,5 | 43,6% | 0,0%  | 81,8% | 5,3 | 0,0 | 0,2 | 1,5 | 10,8 |
| 2013/14 | Fort Wayne Mad Ants   | 4  | 4  | 16,8 | 51,6% | 0,0%  | 100%  | 4,5 | 0,3 | 0,0 | 0,8 | 8,8  |

## Rekordy
Rekordy aktualne na 19 marca 2014.

### DBE
- Punkty: 25 (2 razy)
- Zbiórki: 17 (17 marca 2007 przeciwko Polpharmie[14])
- Asysty: 4 (4 kwietnia 2007 przeciwko Unii Tarnów[48])
- Przechwyty: 7 (17 marca 2007 przeciwko Polpharmie[14])
- Bloki: 2 (6 razy)
- Minuty: 40 (2 razy)

### NBA
- Punkty: 22 (15 marca 2010 przeciwko Los Angeles Lakers[36])
- Zbiórki: 13 (6 marca 2010 przeciwko Charlotte Bobcats[35])
- Asysty: 3 (23 lutego 2010 przeciwko Philadelphia Sixers[49])
- Przechwyty: 3 (22 grudnia 2009 przeciwko Memphis Grizzlies[34])
- Bloki: 3 (3 razy)
- Minuty: 36 (15 marca 2010 przeciwko Los Angeles Lakers[36])

## Ciekawostki
- W wolnym czasie lubi rysować i projektować buty koszykarskie[1].
- W sezonie 2009/2010 9-krotnie występował w pierwszej piątce. W tych meczach przebywał na parkiecie średnio 21,6 minuty, notując 8,2 punktu oraz 4,8 zbiórki na mecz[50].
- W 2012, po drugiej kontuzji ścięgna Achillesa, myślał nad zakończeniem kariery sportowej[51].
- W 2012 urodził mu się syn[51].